# Freie Scholle (Bielefeld)
Die Freie Scholle ist eine Wohnungsbaugenossenschaft in der ostwestfälischen Stadt Bielefeld. Sie wurde am 21. Juni 1911 gegründet und entwickelte sich aus einer Gruppierung zum Turnhallenbau zu der größten Wohnungsbaugenossenschaft in der Stadt und verwaltet heute rund 5200 Wohnungen und hat 8200 Mitglieder.

## Geschichte

### Gründung und Aufbruch zur neuen Wohnkultur 1911–1933
Gegründet wurde die Baugenossenschaft Freie Scholle am 21. Juni 1911 von Arbeitersportlern, denen es durch die Stadt Bielefeld verwehrt wurde, in städtischen Turnhallen zu turnen. Der Bevormundung durch die Obrigkeit überdrüssig und nicht willens, weiter in den Hinterzimmern von Gastwirtschaften ihrem Sport nachzugehen, beschlossen die Mitglieder der „Freien Turnerschaft Bielefeld“ eigene Turnhallen zu bauen. Als Vorbild dienten ihnen die Arbeitersportler aus Gera, Bremen und Hamburg. In den Anfangsjahren war es das oberste Ziel der Mitglieder der Baugenossenschaft Freie Scholle, weitere Mitglieder zu gewinnen und das Geld für den Bau der ersten Turnhalle zusammenzutragen. 1912 gelang es trotz der wirtschaftlich schlechten Lage, für 80.000 Mark eine eigene Turnhalle zu errichten.
Nachdem die SPD 1914 im Vorfeld des Ersten Weltkrieges den Kriegskrediten zugestimmt hatte, wurden die Sanktionen gegen die Arbeiterbewegung dann aber aufgehoben. Die Bielefelder Arbeiterturner konnten wieder städtische Turnhallen benutzen, und der Bau weiterer genossenschaftlicher Turnhallen erübrigte sich. Daraufhin setzte die Freie Scholle ihre gewonnene wirtschaftliche Kraft für den Bau von Kleinwohnungen ein und begann im Mai 1914 am Niedermühlenhof mit dem Bau ihrer ersten Siedlung mit 138 Wohnungen für Arbeiterfamilien. Diese setzten schon damals mit der Ausstattung eines WCs, elektrischer Beleuchtung, Gasanschluss und fließend Wasser in der Wohnküche sowie einem Gemeinschaftsbad im Keller neue Maßstäbe im Arbeiterwohnungsbau. Die Siedlung wurde erst nach dem Ersten Weltkrieg fertiggestellt.

### Expressionistische Baukultur in der Freien Scholle

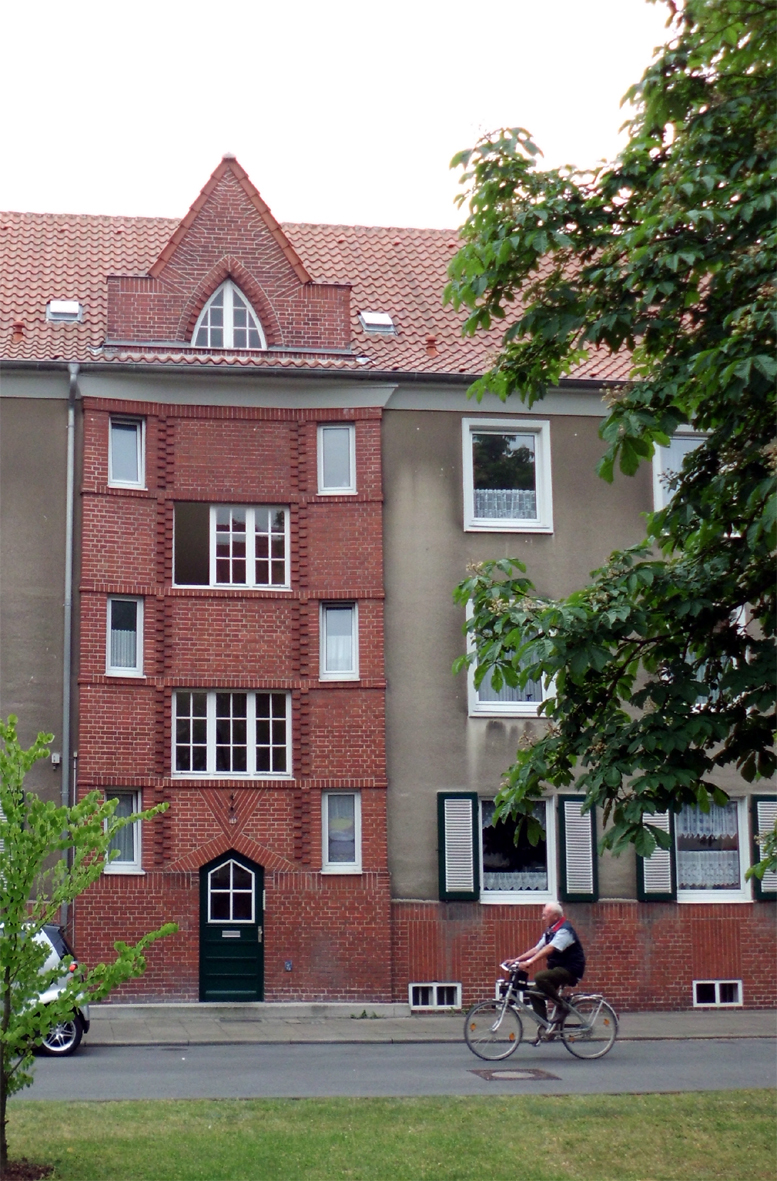
Treppenhaus im Siedlungsgebiet Heeper Fichten

Carl-Hoffmann-Straße modernisierte Wohnanlagen aus den 1920er Jahren

Während der Inflation 1914 bis 1923 kam die Bautätigkeit in der Freien Scholle angesichts der finanziell knappen Mittel vollständig zum Erliegen. Erst mit dem einsetzenden Wirtschaftsaufschwung konnte man die Bautätigkeit für die Mitglieder fortsetzen. Zwischen 1924 und 1930 entstanden mit den Siedlungen Heeper Fichten und Im Siekerfelde zwei Reformsiedlungen, die sowohl wegen ihrer Infrastruktur als auch wegen ihrer Bauweise noch heute Beachtung finden. Das Bauen hatte in dieser Zeit durchaus auch eine politische Komponente. So vermitteln die von Gustav Vogt geplanten Gebäude mit ihren Torbögen und einer Backsteinmauer nicht ohne Grund den Charakter einer Burg. Der über Bielefeld hinaus anerkannte Architekt wollte damit die Wehrhaftigkeit der Arbeiterschaft gegen den Kapitalismus zum Ausdruck bringen. Dementsprechend sollten die mit roten Backsteinziegeln geklinkerten Hauseingänge das Aufstreben der Arbeiterbewegung in dieser Zeit darstellen. Aber auch die großzügig angelegten Innenhöfe stellten im damaligen Geschosswohnungsbau etwas Besonderes dar, boten sie den Bewohnern doch neben den üblichen Wäschebleichen auch großzügig gestaltete Räume für die Erholung.
Neben dem Bau von Wohnungen war es zu jeder Zeit das Bestreben der Freien Scholle, Gemeinschaftseinrichtungen zur Steigerung der Wohnqualität zu schaffen. So errichtete sie in ihrer Siedlung Heeper Fichten 1928/29 eine Waschhaus mit Waschmaschinen, Trockenkulissen und Heißmangeln. Im selben Haus wurde die Einrichtung eines „Kinderhorts und Jugendheims mit Bibliothek, Lesezimmer, Vortragszimmer usw.“ untergebracht. In den folgenden Jahren entwickelte sich hier ein Treffpunkt der Organisationen der Arbeiterbewegung. Den Abschluss des Bauvorhabens stellte der Bau des Friedrich-Ebert-Hauses dar. In den Jahren nach seiner Fertigstellung entstand hier ein kultureller Mittelpunkt des Bielefelder Ostens, der bis zur Gleichschaltung der Freien Scholle durch die Nazis auch Ausgangspunkt des Widerstands gegen den aufziehenden Nationalsozialismus war.
Allerdings hatte auch die Freie Scholle unter der Weltwirtschaftskrise zu leiden. So verschlechterte sich die Lage der Bielefelder Arbeiter zusehends. Immer mehr von ihnen gerieten in den Sog der Krise und waren nicht mehr in der Lage, die Mieten für eine Neubauwohnung aufzubringen. Eine Vielzahl von Wohnungsbewerbern ließ sich daraufhin zurückstellen. Um dennoch der große Nachfrage nach Wohnraum zu begegnen, ging die Genossenschaft dazu über, wieder kleinere und in ihrer Ausstattung einfachere Wohnungen zu errichten.

### Nationalsozialismus und Zweiter Weltkrieg 1933–1945

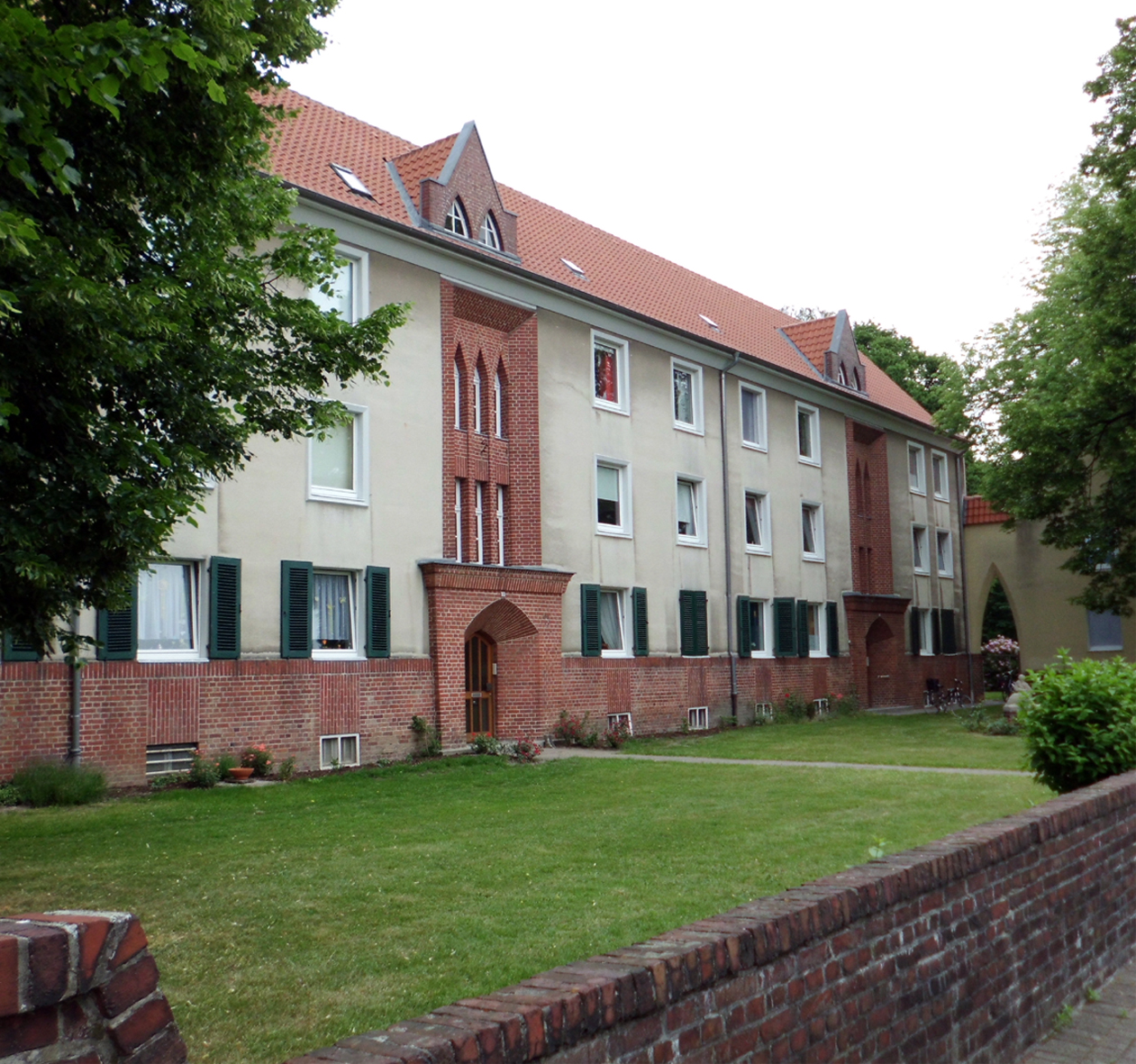
Adolf-Damaschke-Straße 9–11, erbaut 1925/26 sowie 1948, unter Denkmalschutz

Nachdem der Vorstand der Genossenschaft am 26. Juni 1933 in der Generalversammlung für abgesetzt erklärt worden war, wurde die Freie Scholle wie alle anderen Organisation der Arbeiterbewegung gleichgeschaltet. Der Bruch mit dem Genossenschaftsgedanken war damit unübersehbar vollzogen, und das Ende der demokratisch gewählten Strukturen bis auf Weiteres besiegelt. Doch die Mitglieder der Freien Scholle zeigten dem neuen Vorstand deutlich, dass sie kein Vertrauen in dessen Arbeit hatten. Unter anderem kündigten sie ihre Sparkonten, so dass Ende der 30er Jahre die Spareinrichtung ihren Betrieb einstellen musste. Gleichzeitig kündigten zahlreiche Mitglieder ihre Mitgliedschaft – zum einen zweifellos der wirtschaftlichen Not gehorchend, zum anderen aber auch aus Protest gegen die „Nazi-Verwaltung“. Allein zwischen 1933 und 1935 traten 324 Mitglieder aus der Genossenschaft aus. Damit hatte sich die Mitgliedschaft in zwei Jahren um 18 Prozent verringert. Für die Genossenschaft bedeutete das, dass sie weitere 40.000 Reichsmark auszahlen musste.
Für die Vergabe der Wohnungen war die politische Gesinnung ein ausschlaggebendes Kriterium. So hatten Sozialdemokraten kaum eine Chance, eine freie Wohnung in der Freien Scholle zu bekommen. Die nachbarschaftliche Solidarität unter den Arbeitern war für die Verwaltung ein nicht kalkulierbares Risiko. Der nationalsozialistische Vorstand versuchte dem dadurch zu begegnen, dass er möglichst nur Mitglieder aus den eigenen Reihen versorgte.
Doch auch im Wohnungsbau waren deutliche Rückschritte zu verzeichnen. War es bisher das Ziel, qualitativ hochwertige Wohnungen zu erbauen, so wurden ab sofort nur noch minderwertiger „Volkswohnungsbau“ ohne Gemeinschaftseinrichtungen betrieben, bei dem beispielsweise auf den Einbau von Bädern verzichtet wurde. Wegen des Krieges wurde 1939 die Bautätigkeit komplett eingestellt, da nicht mehr genügend Bauarbeiter und auch kein Baumaterial zur Verfügung standen.

### Wohnungsnot und Wiederaufbau 1945–1953

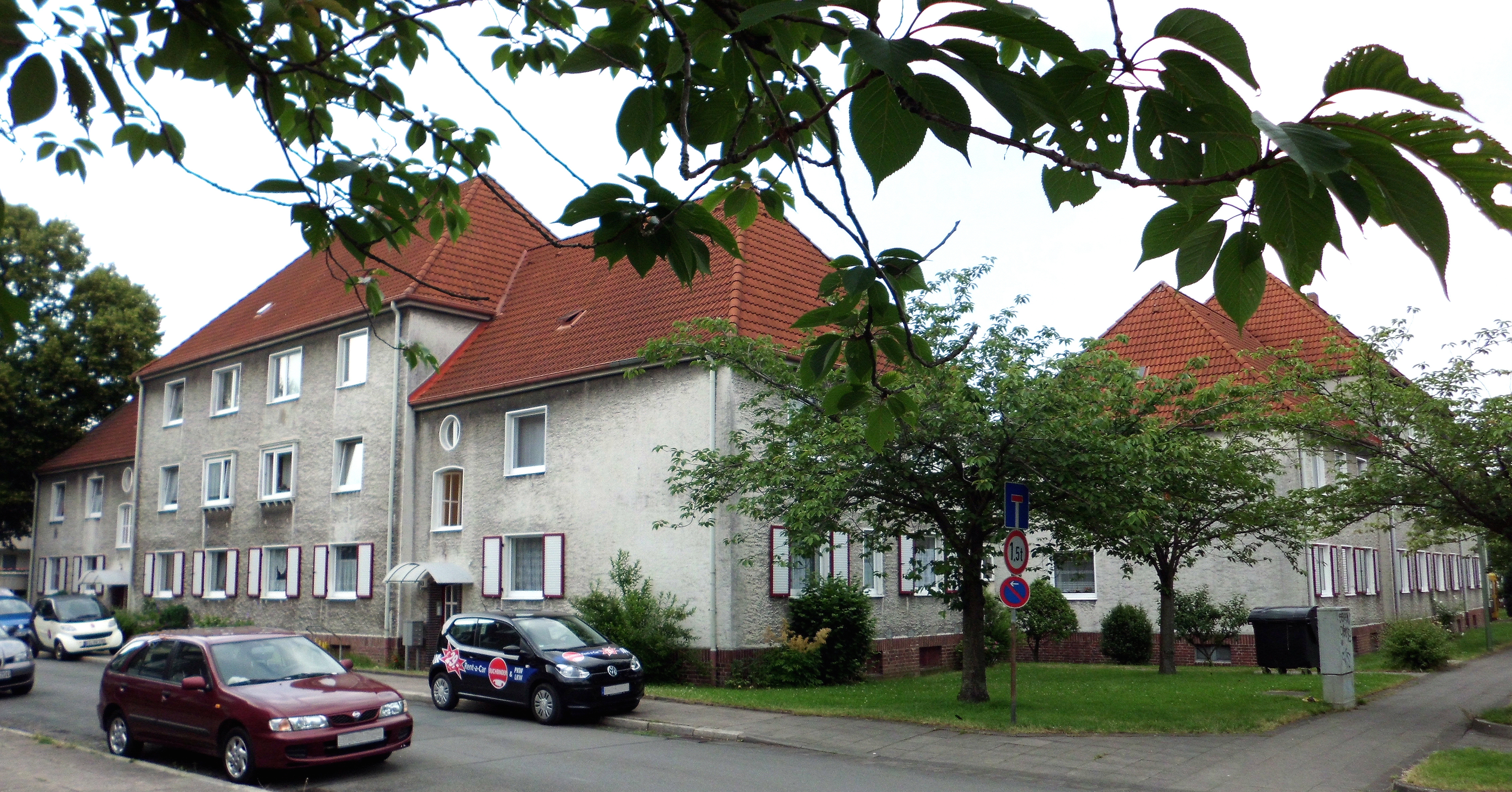
Siedlungsgebiet „Auf dem Langen Kampe“

Mit der Besetzung Bielefelds am 4. April 1945 ging auch für die Freie Scholle „das Tausendjährige Reich“ zu Ende. Nachdem die Alliierten das Versammlungsverbot aufgehoben hatten, wurden die genossenschaftlichen Gremien schnellstmöglich demokratisch besetzt. Der Krieg und die damit verbundenen Bombenangriffe hatten auch vor Bielefeld nicht Halt gemacht. Die Lage am Wohnungsmarkt war katastrophal. Gleichwohl zog es viele Flüchtlinge in die Stadt, da sie in den Bielefelder Fabriken Arbeit fanden. Lag die Einwohnerzahl im Mai 1945 noch bei 69.000, hatte sie sich bis Ende 1946 mit rund 135.000 fast verdoppelt. Die Behörden versuchten, der Wohnungsnot mit Beschlagnahmungen und Zwangseinquartierungen Herr zu werden. Auch die Wohnungen in den Siedlungen der Freien Scholle waren zeitweise doppelt belegt. Allen Verantwortlichen war klar, dass dem Bau von Wohnungen oberste Priorität eingeräumt werden musste. Die Zeit für Neubau- und Wiederaufbau war aufgrund fehlender Baustoffe jedoch äußerst schwierig.
Die Verhältnisse änderten sich mit der Währungsreform im Juni 1948. War bis dahin Baumaterial nur sehr schwer zu bekommen, fehlte seit der Einführung der D-Mark das Geld, um die dringend notwendigen Baumaßnahmen durchführen zu können. Dank der Selbsthilfe der „Wohnungsbau-Notgemeinschaft Metall“ konnte die Freie Scholle dennoch 76 Wohneinheiten fertigstellen. Zur Linderung der Wohnungsnot reichten diese Anstrengungen jedoch nicht aus. Erst als der Staat den Wohnungsbau mit öffentlichen Mitteln förderte, konnte auch die Freie Scholle in größerem Umfang bauen. Von 1950 bis 1954 baute sie Auf dem Langen Kampe, an der Spindelstraße und Im Siekerfelde rund 1000 neue Wohnungen.

### Wirtschaftswunder 1954–1982
Mit Einsetzen des Wirtschaftswunders in der Bundesrepublik verbesserte sich auch bei der Freien Scholle nach und nach die finanzielle Situation. Neue Wohnungen wurden nun mit Balkonen und Bädern besserer Ausstattungen gebaut. Realisiert werden konnte das allerdings nur mit einer erhöhten Selbsthilfeleistung der Mitglieder. Da das Bauland innerhalb Bielefelds mit zunehmender Bautätigkeit immer knapper wurde, verlagerte die Baugenossenschaft gegen Ende der 50er Jahre ihre Neubauvorhaben an den Rand der Stadt und errichtete ihre Siedlungen hier quasi auf der grünen Wiese. Die Presse zeigte sich angesichts der neuen Siedlungen positiv beeindruckt: „Wenn alles fertig ist, dürfte der Flehmannshof, wo man mit freundlichen Farben, Gärten und Grünanlagen nicht spart, ein Schmuckstück im Bielefelder Wohnungsbau darstellen.“
Im März 1968 feierte die Freie Scholle die Fertigstellung ihrer 5000. Wohnung. Aufgrund der hohen Bodenpreise in dieser Zeit wurden zumeist Hochhäuser gebaut. Diesem Trend schloss sich die Baugenossenschaft aber nicht an. Vielmehr setzte sie auf Einsparungen bei den Baukosten, indem sie auf Waschkeller verzichtete und stattdessen zentral in der Siedlung ein Waschhaus errichtete. Da Haushaltsgeräte für die breite Masse der Bevölkerung eher unerschwinglich waren, erfreute sich die Gemeinschaftseinrichtung mit Waschmaschinen, Wäschetrocknern und Heißmangeln großer Beliebtheit und steigerte den Wohnkomfort erheblich.
Anfang der 80er Jahre stellte die Freie Scholle ihre Neubautätigkeit ein. Anlass dafür waren die unverändert hohen Bau- und Bodenpreise, aber auch die geänderten Förderbedingungen für den Sozialwohnungsbau. Diese machten es der Freien Scholle immer schwerer, ihre genossenschaftliche Identität zu wahren. Unwirtschaftliche Förderbedingungen, Fehlbelegerabgabe und das Belegungsrecht der Stadt Bielefeld waren Gründe dafür, warum sich die Genossenschaft schließlich aus dem sozialen Wohnungsbau zurückzog. Nur so konnte sie sicherstellen, dass die genossenschaftlichen Grundprinzipien wie Selbstverwaltung, Selbstverantwortung und Selbstverständnis gewahrt blieben.

### Bestandsmodernisierung und Förderung des Genossenschaftsgedankens 1983–1995
Bevor die Bielefelder Wohnungsunternehmen die Entspannung auf dem Wohnungsmarkt zu spüren bekamen, wirkte die Freie Scholle einer drohenden Fluktuation weit im Vorfeld entgegen. Indem sie ihre Wohnungsbestände nicht nur aus den 20er und 30er Jahren, sondern auch die Bauten, die sie nach dem Krieg in kürzester Zeit und mit minderwertigen Baumaterialien errichtet hatte, modernisierte, sorgte sie so für eine hohe Wohnzufriedenheit ihrer Mitglieder. Auch wenn die Genossenschaft hierfür oftmals Überzeugungsarbeit zu leisten hatte, so wussten die Bewohner die Verbesserung des Wohnkomforts zu schätzen. Auf Wunsch der Mitglieder begann man in den laufenden Modernisierungsprogrammen außerdem mit dem Einbau von Etagenheizungen. Mitte der 70er Jahre gehörte dann der Einbau von Zentralheizungen und isolierverglasten Kunststofffenstern zum Standard einer Modernisierung. In der Ölkrise waren seit Oktober 1973 die Energiepreise erstmals explosionsartig angestiegen. Energie sparen rückte in den Mittelpunkt der Bautätigkeit.
1988 begann die Freie Scholle dann damit, kleine Wohnungen innerhalb eines Hauses zusammenzulegen und auf diese Weise größere familiengerechte Wohnungen zu schaffen. Die vorausgegangene Strukturanalyse im gesamten Hausbesitz hatte ergeben, dass diese Wohnungstypen stark nachgefragt waren. Die gewählten Vertreter der Genossenschaft entschieden daher, dass Größe, Zuschnitt und Ausstattung der Wohnung den sich verändernden Lebensumständen und Wohnvorstellungen Rechnung zu tragen hätten. Kleinwohnungen der Nachkriegszeit waren nicht mehr familiengerecht.
Auch reagierte die Genossenschaft auf die gestiegene Nachfrage nach altengerechten Wohnungen und baute sie dort barrierefrei um, wo dies die technischen Vorsetzungen zuließen. Nach der Wende in den 90er Jahren stieg auch die Nachfrage nach Wohnungen in Bielefeld deutlich wieder an. An eine Aufnahme der Neubautätigkeit – ohne die Aufnahme öffentlicher Mittel – war allerdings erst nach dem entsprechenden Wachstum der 1989 gegründeten Spareinrichtung zu denken.
Um ihren genossenschaftlichen Grundgedanken wieder beleben und in der Folge konsequent weiter ausbauen zu können, erarbeitete die Freie Scholle für ihre Mitglieder eine Seminarkonzeption. Für die Kommunikation zwischen Mitgliedern, Aufsichtsrat und Vorstand wurden Anfang der 80er Jahre so genannte Hauswarteseminare angeboten. Aufgrund der sehr guten Resonanz und um das nachbarschaftliche Miteinander in den Siedlungen zu fördern, wurden die Seminare 1990 für alle interessierten Mitglieder und Bewohner geöffnet. Bis zum Jahr 2011 nutzten rund 3.500 Mitglieder das über die satzungsgemäße Mitbestimmung hinausgehende Kommunikationsangebot.
Als Informationsmedium brachte die Genossenschaft 1985 eigens für ihre Bewohner eine Hauszeitung heraus. Bis heute berichtet sie drei Mal jährlich über die Arbeit der Genossenschaft, macht die getroffenen Entscheidungen transparent und erläutert nachvollziehbar die Geschäftspolitik. Darüber hinaus fördert sie den Genossenschaftsgedanken und informiert über alle Fragen rund ums Wohnen in der Freien Scholle.

### Gegenwart
Im Jahr 2002 sorgte die von der Bielefelder Wohnungswirtschaft in Auftrag gegebene Studie des Instituts für Pflegewissenschaften für erhebliche Aufmerksamkeit. Nicht nur einen deutlichen Rückgang der Bevölkerungszahlen, sondern auch einen drastischen Anstieg des Anteils alter Menschen sowie einen immer größeren Anteil von Menschen mit Migrationshintergrund sagte der Demografieforscher Professor Herwig Birg bis zum Jahr 2050 voraus. Gleichzeitig warnte er vor dramatischen Folgen für die Wohnungswirtschaft, die städtische Infrastruktur und die Stadtentwicklung. Von der „Birg-Studie“ ging auch ein Impuls hin zur partnerschaftlichen Stadtentwicklung aus. Der Masterplan Wohnen und das „Stadtentwicklungsszenario Bielefeld 2050“, die beide unter Mitwirkung der Freien Scholle entstanden, sind Beispiele für eine zukunftsorientierte Zusammenarbeit in der Stadt Bielefeld. Die Genossenschaft selbst bezog die Ergebnisse der Studie seitdem in ihre Zukunftsplanung ein. Dementsprechend erfolgen der Stadtumbau der Siedlungen Albert-Schweitzer-Straße und Allensteiner Straße.

## Genossenschaftliche Selbsthilfe
Genossenschaften sind Selbsthilfeeinrichtungen. Das hatten die Gründer der Freien Scholle 1911 mit ihrem Bau einer eigenen Turnhalle bewiesen. Das Kapital dafür brachten sie durch ihre gezeichneten Anteile von zu Beginn 30 Mark und den Erwerb symbolischer „Bausteine“ im Wert von 35 Pfennigen pro Woche auf. Um weiteres Kapital für die Verwirklichung der gestreckten Ziele zu sammeln, hatte in dieser Zeit die Werbung neuer Mitglieder Priorität. So stieg die Zahl der Mitglieder im Jahr der Gründung von 140 auf 437 an.
Auch in wirtschaftlich schweren Zeiten nahm die Freie Scholle weitere Mitglieder auf, waren doch die Wohnungen, wie sie die Freie Scholle anbot, bei den Bielefelder Arbeitern sehr begehrt. Als weiteres Finanzierungsinstrument griff die Genossenschaft im Jahr 1928 eine Idee aus dem Jahr 1913 auf und eröffnete eine eigene Spareinrichtung. Sie sollte dazu beitragen, die Freie Scholle vom Geldmarkt unabhängig zu machen. Nach Gleichschaltung der Freien Scholle durch die Nationalsozialisten verloren die Mitglieder ihr Vertrauen in die Genossenschaft und zogen ihre Spareinlagen ab. Ende der 1930er Jahre wurde die Spareinrichtung deshalb geschlossen.
Wie bereits in den Anfängen spielte auch in den 1980er Jahren bei der Finanzierung der Modernisierungsmaßnahmen die genossenschaftliche Selbsthilfe eine zentrale Rolle. Um der kontinuierlich steigenden Nachfrage der Mitglieder nach größeren und altengerechten Wohnungen mit moderner Ausstattung nachzukommen, benötigte die Genossenschaft zusätzliches Kapital. Nachdem sich die Freie Scholle aus dem öffentlich geförderten Wohnungsbau zurückgezogen hatte, eröffnete die Freie Scholle im Jahr 1989– zum zweiten Mal in ihrer Geschichte – eine eigene Spareinrichtung. Die Mitglieder unterstützten das neu geschaffene Selbsthilfeinstrument von Beginn an, so dass die Spareinrichtung von Jahr zu Jahr mehr Mittel für die Bautätigkeit bereitstellen konnte. Seitdem bietet die Spareinrichtung der Freien Scholle einen dreifachen Vorteil: Die Spareinlagen garantieren die laufende Verbesserung der Wohnqualität zu angemessenen Preisen, gleichzeitig gewährt sie den Sparern attraktive Konditionen, und schließlich sichert sie die Unabhängigkeit der Freien Scholle vom Kapitalmarkt, so dass ihr selbst die Bankenkrise im Jahr 2008 nichts anhaben konnte.
Neben der Spareinrichtung ist der Verein Freie Scholle Nachbarschaftshilfe ein weiteres Instrument genossenschaftlicher Selbsthilfe. Der im Jahr 1990 gegründete Verein unterhält wohnbegleitende Dienstleistungen.

## Aufbau der Altenarbeit
Eine im Jahr 1987 durchgeführt Strukturanalyse im Hausbesitz der Freien Scholle ergab, dass sich die Genossenschaft auf eine zunehmende Alterung ihrer Mitglieder einzustellen hatte. Die daraufhin von den Vertretern geforderten Strukturen für ein möglichst langes selbständiges Wohnen im eigenen Zuhause, waren der Auftakt für die Entwicklung des Konzept „Alt werden mit der Freien Scholle“. Damit legte die Freie Scholle als erstes bundesdeutsches Wohnungsunternehmen den Grundstein für den Aufbau einer unternehmenseigenen Altenarbeit. Mit der Gründung des Freie Scholle Nachbarschaftshilfe e.V. im Jahr 1990 entsprach die Freie Scholle der ständig steigenden Nachfrage nach den Angeboten in diesem Bereich. In den folgenden Jahren konnte sie das Angebot ihrer wohnbegleitenden Dienstleistungen kontinuierlich erweitern.
Parallel dazu entwickelte die Genossenschaft 1992 in der Arbeitsgemeinschaft Meinolfstraße zusammen mit Arbeiterwohlfahrt, Evangelischem Gemeindedienst und Stadt Bielefeld für ihr größtes Siedlungsgebiet Auf dem Langen Kampe das Konzept des Nachbarschaftszentrums Meinolfstraße. Dem Altenhilfeplan der Stadt Bielefeld zufolge war hier ein Gebiet mit dem größten Mangel an Einrichtungen für ältere Menschen. Mit dem Bau des Nachbarschaftszentrums behob die Genossenschaft diesen Strukturmangel und kam gleichzeitig der ständig steigenden Nachfrage nach den Leistungsangeboten der Wohn- und Altenberatung und des Nachbarschaftshilfevereins nach. Für ihr Konzept des Nachbarschaftszentrums an der Meinolfstraße zeichneten die Bertelsmannstiftung und das Kuratorium Deutsche Altenhilfe (KDA) die Freie Scholle im Jahr 2005 mit dem ersten Preis des „Werkstatt-Wettbewerbs Quartier“ aus. In der gemeinsamen Pressemitteilung der Wettbewerbsveranstalter hieß es: „Die Freie Scholle in Bielefeld zählt zu den ‚Pionieren des Quartierskonzepts’ und hat als Wohnungsunternehmen eine eigene Altenhilfe für und mit ihren Bewohnern aufgebaut.“ Ein weiteres Nachbarschaftszentrum entstand im Zuge der Vollmodernisierung des Siedlungsgebietes Spindelstraße.

## Unternehmensverbund Freie Scholle
Bestandteil des Konzepts Lebensgerechtes Wohnen in der Freien Scholle sind wohnbegleitende Dienstleistungen, die der Unternehmensverbund Freie Scholle für die Mitglieder der Genossenschaft erbringt.

### Freie Scholle Nachbarschaftshilfeverein e.V.
Der Verein unterstützt die Wohn- und Altenberatung. Auf diese Weise schafft der Verein die Voraussetzung dafür, dass die Mitglieder der Freien Scholle und deren Angehörige in ihrer vertrauten Wohnung und Wohnumgebung bleiben können, wenn im Alter Krankheit und Pflegebedürftigkeit auftreten. Darüber hinaus fördert er die Nachbarschaften in den Stadtteilen.

### Gemeinschaftsstiftung Freie Scholle
Die Stiftung unterstützt Selbsthilfeprojekte innerhalb des Bielefelder Stadtgebietes.

### Haus-Service-GmbH (HSG)
Seit der Gründung im Jahr 2002 ist die HSG eine Tochtergesellschaft der Freie Scholle Bau- und Dienstleistungsgesellschaft und übernimmt für die Genossenschaftsmitglieder Außenreinigung und Winterdienst und auf Wunsch die Reinigung der Gemeinschaftsflächen im Haus. Außerdem kümmert sich die Servicegesellschaft um die Pflege der Grünanlagen.

### Haus-Media-GmbH (HMG)
Mit der 2007 gegründeten HMG, will die Baugenossenschaft ihre Unabhängigkeit im Bereich Fernseh- und Radioversorgung sicherstellen und so ihre Mitglieder vor unvorhersehbaren Preisentwicklungen bewahren. Für die Zukunft plant die HMG darüber hinaus die automatische Erfassung der Heiz- und Wasserverbräuche und schafft hierfür im Zuge ihrer Modernisierungs- und Neubautätigkeit die Voraussetzungen.

## Konzept „Lebensgerechtes Wohnen in der Freien Scholle“
Ende der 90er Jahre entwickelte die Freie Scholle ihr Konzept Lebensgerechtes Wohnen in der Freien Scholle. Ziel dieser Konzeption ist es, Wohnungen und Wohnumfeld in einer Siedlung für die Bedürfnisse aller Altersgruppen so nachhaltig zu gestalten, dass stabile Nachbarschaften gefördert und gepflegt werden. Ihre Konzeption setzt die Freie Scholle um, indem sie durch Wohnraumanpassung, umfassende Modernisierung und bestandsersetzenden Neubau die Wohnungsstrukturen so optimiert, dass die Mitglieder auch dann in ihrer Siedlung wohnen bleiben können, wenn sich ihre Lebenssituation – beispielsweise durch Familiengründung oder Tod des Ehepartners – verändert.
Bestandteil des Lebensgerechten Wohnens sind wohnbegleitende Dienstleistungen. Wohn- und Altenberatung, der Verein Freie Scholle Nachbarschaftshilfe, die Freie Scholle Bau- und Dienstleistungsgesellschaft, die Haus-Service-GmbH und die Haus-Media-GmbH bilden zusammen den Unternehmensverbund Freie Scholle. Dessen Aufgabe ist es, durch die Erfüllung des genossenschaftlichen Förderauftrages für eine Wohnzufriedenheit der Mitglieder zu sorgen.